# Christian Calmes
Christian Calmes, né à Oberursel (province de Hesse-Nassau) le 13 juillet 1913 et mort à Grasse (France) le 5 juillet 1995, est un diplomate et historien luxembourgeois.

## Biographie
En 1947, Christian Calmes quitta le barreau pour entrer au service des Affaires étrangères. Il gravit les différents échelons jusqu'à devenir ministre plénipotentiaire. Pendant les années 1947-1952, il fut associé étroitement aux négociations du traité du Benelux et de celui qui allait instituer la CECA, première communauté européenne. Ensuite, il fut notamment secrétaire général du Conseil des Ministres européens (1954-1973) et maréchal de la cour grand-ducale (1981-1985). Il a laissé une œuvre historique importante dans le droit fil de celle que son père, Albert Calmes (1881-1967), avait entamée dans l'entre-deux-guerres. Ses nombreux ouvrages et articles traitent essentiellement du Grand-Duché de Luxembourg après 1848: fin de la Confédération germanique (1866), affaire du Luxembourg entre Pays-Bas, France et Prusse (1867) et neutralisation du pays; le Luxembourg neutre entre les belligérants français et allemands (1870-1871); le Luxembourg face aux menées annexionnistes belges (1914-1922); le double référendum de septembre 1919; le Luxembourg, pionnier de l'intégration européenne...
Christian Calmes, titulaire de nombreuses distinctions luxembourgeoises et étrangères, était, e.a., membre effectif de la Section des sciences historiques de l'Institut grand-ducal et membre du comité de rédaction de la revue culturelle luxembourgeoise nos cahiers.

## Publications (aperçu)
- 1867 - L'affaire du Luxembourg ; Luxembourg (Saint-Paul), 1967; 557 pages.
- Le Luxembourg dans la guerre de 1870 ; Luxembourg (Saint-Paul), 1970; 673 pages.
- Août 1914 - Les protestations officielles luxembourgeoises contre l'invasion allemande ; in: Hémecht - Revue d'histoire luxembourgeoise , 1976 (n° 4), pp. 407–446.
- 1914-1919 - Le Luxembourg au centre de l'annexionnisme belge ; Luxembourg (Saint-Paul), 1976; 537 pages.
- 1919 - L'étrange référendum du 28 septembre ; Luxembourg (Saint-Paul), 1979; 541 pages.
- (en collab. avec Danielle Bossaert) Histoire du Grand-Duché de Luxembourg - De 1815 à nos jours ; Luxembourg (Saint-Paul), 1994; 549 pages.
- Août 1930 - Le communisme luxembourgeois vu par les services secrets français ; in: nos cahiers , 16e année (Luxembourg, 1995), n° 1, pp. 49–58.